# Saint-Franchy
Saint-Franchy ist eine französische Gemeinde mit 80 Einwohnern (Stand: 1. Januar 2022) im Département Nièvre in der Region Bourgogne-Franche-Comté. Die Gemeinde gehört zum Arrondissement Nevers und zum Kanton Guérigny. 

## Geografie
Saint-Franchy liegt etwa 29 Kilometer nordöstlich von Nevers in Zentralfrankreich. Umgeben wird Saint-Franchy von den Nachbargemeinden Oulon im Norden und Nordwesten, Moussy im Norden, Crux-la-Ville im Osten, Saint-Saulge im Südosten, Sainte-Marie im Süden sowie Lurcy-le-Bourg im Westen.

## Bevölkerungsentwicklung
| Jahr                       | 1962 | 1968 | 1975 | 1982 | 1990 | 1999 | 2006 | 2013 |
| Einwohner                  | 185  | 157  | 117  | 92   | 69   | 59   | 68   | 73   |
| Quellen: Cassini und INSEE |      |      |      |      |      |      |      |      |

## Sehenswürdigkeiten
- Kirche St-Franchy